# Wischhafen
Wischhafen is een gemeente in de Duitse deelstaat Nedersaksen, en maakt deel uit van het Landkreis Stade.
Wischhafen telt 3.012 inwoners. De gemeente maakt deel uit van de Samtgemeinde Nordkehdingen, waarvan de naburige plaats Freiburg (Elbe) de bestuurszetel is.

## Geografie, infrastructuur

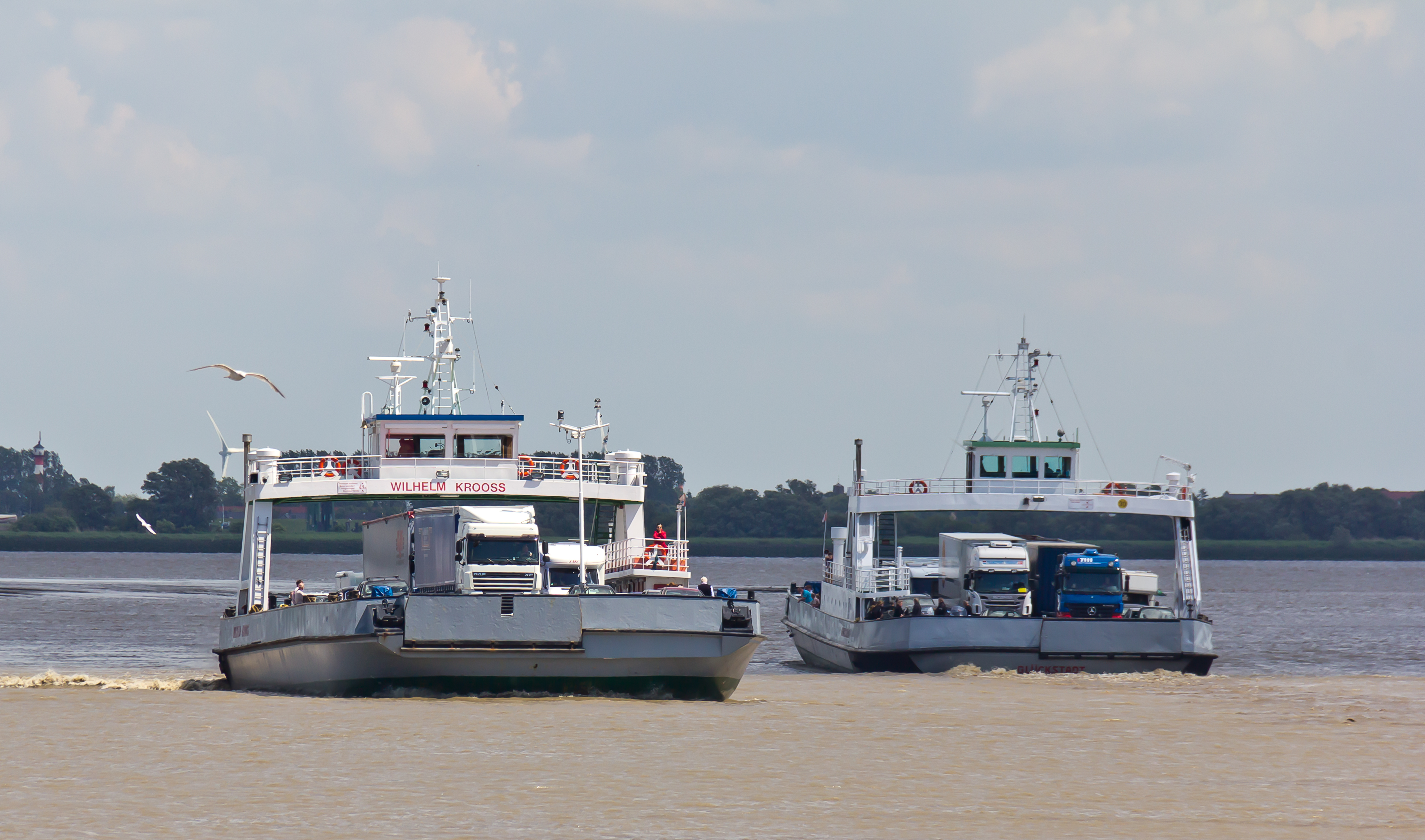
Veerverbinding tussen Glückstadt en Wischhafen
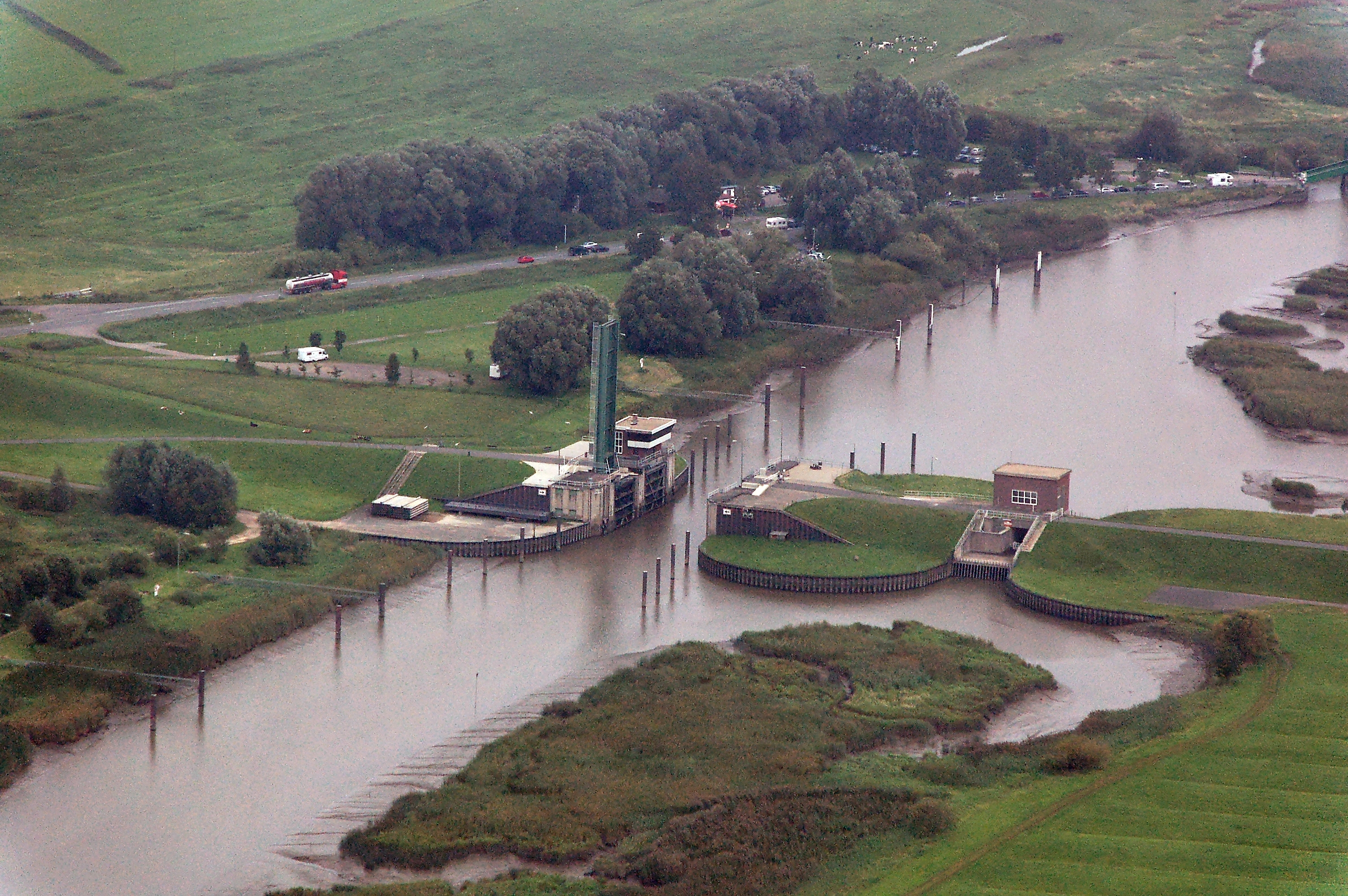
Stormvloedkering Wischhafen (Sperrwerk Wischhafener Süderelbe)

Wischhafen ligt aan een smalle zijarm van de Elbe, die de begrenzing vormt met het oostelijke buurdorp Krautsand, gemeente Drochtersen. Aan deze kreek heeft Wischhafen een jachthaven. Ruim twee kilometer verder noordoostelijk mondt deze kreek in de hoofdstroom van de Elbe uit.

### Delen van de gemeente
Naast de hoofdplaats Wischhafen bestaat de gemeente uit de dorpjes en gehuchten Hamelwörden (N: ten noorden van de dorpskern van Wischhafen), Neuland (Z), Wolfsbruchermoor (Z), Neulandermoor (ten W van Neuland, aan de B495), Hamelwördenermoor en (ten dele) Dösemoor (W). Verder liggen er in de gemeente verscheidene boerderijen met een eigen plaatsnaam.

### Infrastructuur
Wischhafen ligt aan de Bundesstraße 495. Wanneer men, rijdend in noordelijke richting na één kilometer linksaf slaat, bereikt men via een 4 km lange zijweg de plaats Freiburg (Elbe). Eén kilometer verder oostwaarts over de B495 is de aanlegsteiger van de veerpont over de Elbe Wischhafen-Glückstadt; na de oversteek komt men uit aan de noordrand van de stad Glückstadt in Sleeswijk-Holstein.
Het enige openbaar vervoer in de gemeente is de lijnbus van Freiburg via Wischhafen naar Drochtersen en Stade, die op werkdagen circa 11 ritten uitvoert, tussen 4.30 's nachts en 19.00 's avonds. Het dichtstbij gelegen spoorwegstation staat 15 km ten zuidwesten van de plaats in Hemmoor, aan een spoorlijn tussen Cuxhaven en Stade.
Het dorp beschikt over een kleine haven voor plezierboten. In de monding van de zijarm van de Elbe werd in 1978 een spuisluis (Sperrwerk Wischhafener Süderelbe) gebouwd, ter voorkoming van overstromingen als tijdens de stormvloed van 1962. Het weggetje over deze waterkering heen is alleen 's zomers in de weekends enkele uren per dag toegankelijk en maakt deel uit van een fietspad langs de Elbedijken.

### Naburige gemeentes
- Aan de overkant van de Elbe, in Sleeswijk-Holstein:
  - Glückstadt
  - Wewelsfleth
- Elders in de Samtgemeinde Nordkehdingen:
  - Freiburg aan de Wezer
  - Oederquart in het westen
- Osten (Oste), in het zuidwesten, in de Samtgemeinde Hemmoor, en verderop 15 km ten zuidwesten van Wischhafen, te bereiken via de B465, Hemmoor zelf
- Krautsand, gemeente Drochtersen, in het oosten

## Geschiedenis, economie
Uit archeologisch onderzoek is gebleken, dat het polderland langs de benedenloop van de Elbe (Kehdinger Marsch) sedert de 4e eeuw v. Chr. bewoond is. Het was, evenals Friesland, een moerasland, waar kleine groepjes mensen op terpen leefden, en vanaf de 12e eeuw kleine groepen boeren langs de dijken van de Elbe en haar zijstromen. Pas in de 16e eeuw, toen het gebied tot het Prinsaartsbisdom Bremen was gaan behoren, ontstond een enigszins geordende maatschappelijke structuur. Sinds de Reformatie in de 16e eeuw zijn verreweg de meeste christenen in de gemeente evangelisch-luthers. De bestuurlijke geschiedenis daarna komt ongeveer overeen met die van het naburige Freiburg (Elbe). In 1971 werd Wischhafen, samen met 4 buurgemeentes, opgenomen in de Samtgemeinde Nordkehdingen.
Een in 1947 te Wischhafen opgericht transportbedrijf groeide in de loop der decennia uit tot een middelgroot regionaal afvalverwerkingsbedrijf, de grootste onderneming in de Samtgemeinde Nordkehdingen. Het heeft enkele honderden werknemers, en het hoofdkantoor is aan de zuidrand van Wischhafen gevestigd. In de gemeente zijn enkele middelgrote aannemers- en installatiebedrijven gevestigd.
Na 1970 ontwikkelde zich in de streek een niet onbelangrijk watersport- en fietstoerisme.

## Markante gebouwen, bezienswaardigheden, toerisme
- Op een oude terp staat de belangrijkste en meest monumentale kerk van de gemeente, de evangelisch-lutherse St.-Dionysiuskerk te Hamelwörden. Het oorspronkelijk middeleeuwse kerkgebouw werd in de 15e eeuw en in 1749 ingrijpend verbouwd en uitgebreid. Op een schilderij uit 1490 (Kruisdraging) na is het interieur barok.
- Aan één van de talrijke door het dorp lopende watertjes ligt, grotendeels in een historisch graanpakhuis, het Kehdinger Küstenschifffahrt-Museum, met eigen museumschip Iris-Jörg (bouwjaar 1956). Er is o.a. een interessant model van een historisch rivierzeilschip van het type ewer te zien.
- Watersport langs de Elbe
- Een tweetal toeristische fietsroutes, waaronder de Deutsche Fährstraße, Duitse Veerpontenroute, doen Wischhafen aan.
- Verspreid door de gemeente, vooral langs de dijken, zijn enkele monumentale 18e- en 19e-eeuwse boerderijen bewaard gebleven. Enkele daarvan zijn vakwerkgebouwen.

## Afbeeldingen

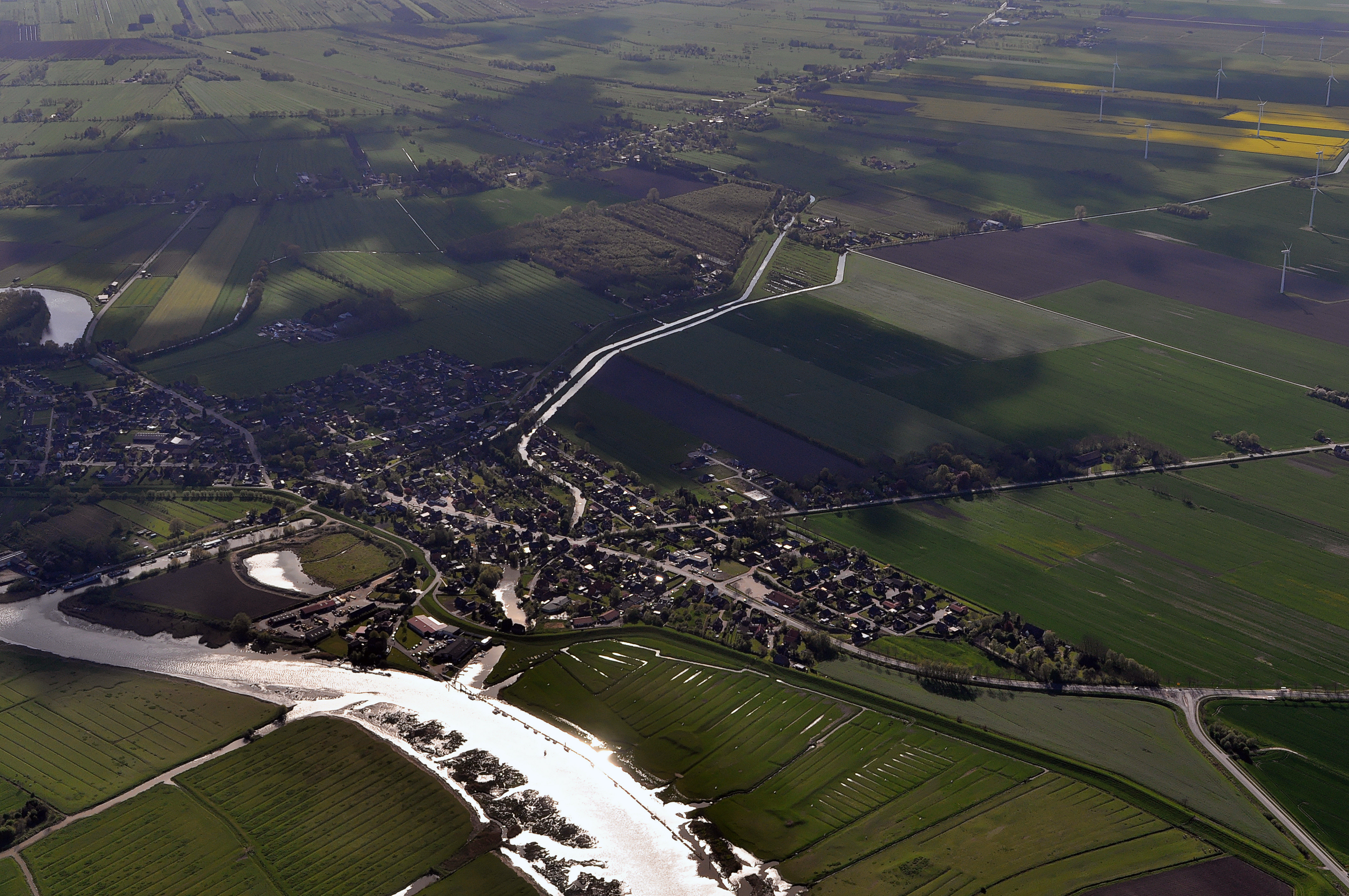
Wischhafen
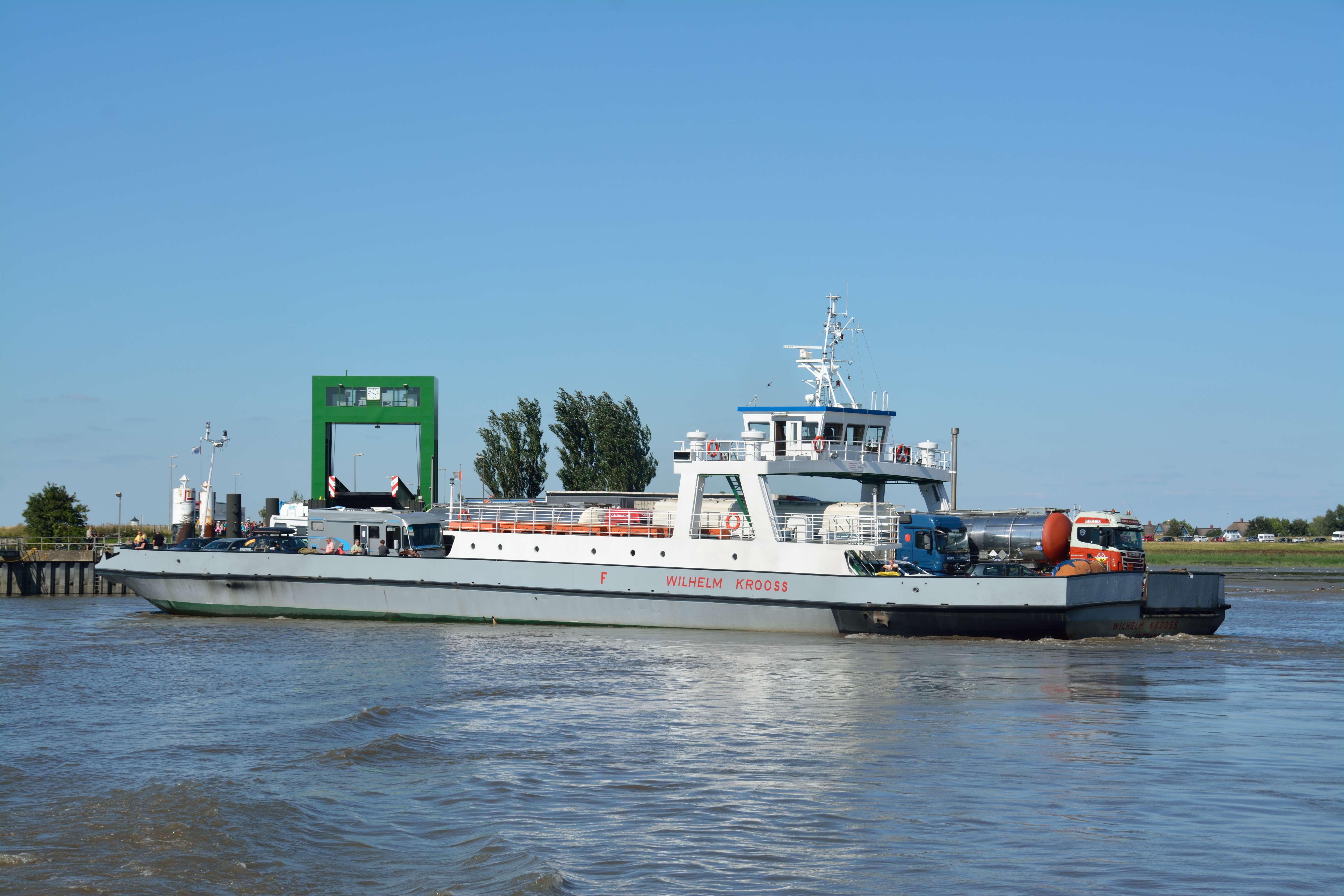
Veerpont over de Elbe
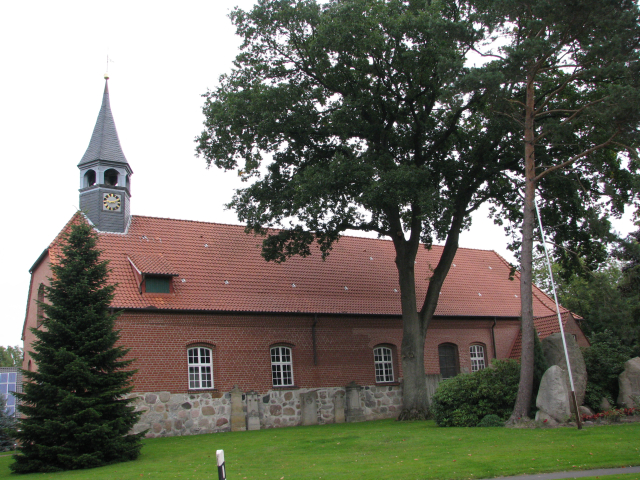
Kerk in Hamelwörden
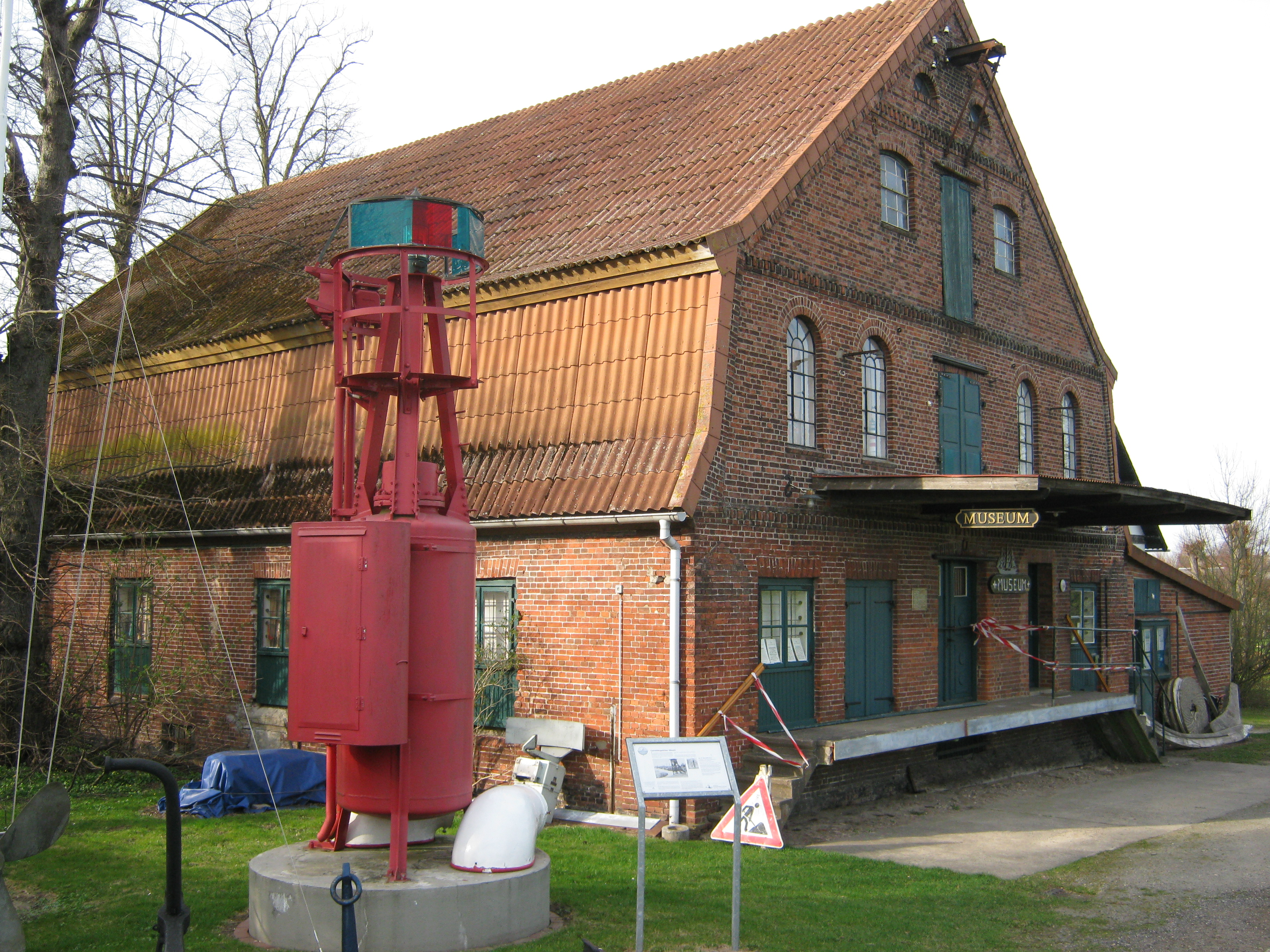
Voormalige graanloods (Kustscheepvaartmuseum)
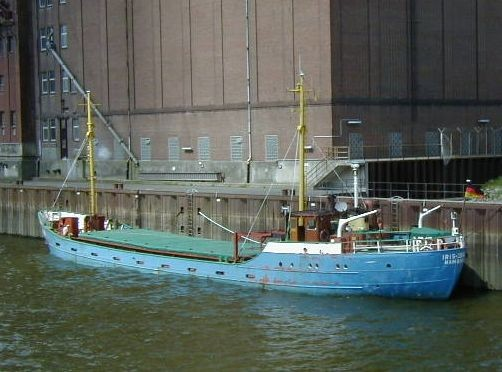
Museumschip Iris-Jörg

- Gemeinsame Normdatei: 4755823-4
- MusicBrainz: 7e28acef-525a-429c-9923-7e4c9aaa0543
- Virtual International Authority File: 243881525
- WorldCat: E39PBJrwTcMGyqcfHvxyP36Myd

Agathenburg · 
Ahlerstedt · 
Apensen · 
Balje · 
Bargstedt · 
Beckdorf · 
Bliedersdorf · 
Brest · 
Burweg · 
Buxtehude · 
Deinste · 
Dollern · 
Drochtersen · 
Düdenbüttel · 
Engelschoff · 
Estorf · 
Fredenbeck · 
Freiburg (Elbe) · 
Großenwörden · 
Grünendeich · 
Guderhandviertel · 
Hammah · 
Harsefeld · 
Heinbockel · 
Himmelpforten · 
Hollern-Twielenfleth · 
Horneburg · 
Jork · 
Kranenburg · 
Krummendeich · 
Kutenholz · 
Mittelnkirchen · 
Neuenkirchen · 
Nottensdorf · 
Oederquart · 
Oldendorf · 
Sauensiek · 
Stade · 
Steinkirchen · 
Wischhafen